# Пахомова, Полина Юрьевна
Полина Юрьевна Пахомова (род. 13 мая 1990, Львов, УССР, СССР) — российская и израильская актриса театра, кино и дубляжа.

## Биография
Полина Пахомова родилась 13 мая 1990 года во Львове, в театральной семье. Отец — Юрий Алексеевич Пахомов — театральный режиссёр. Мать — Татьяна Владимировна Аркушенко — театральная актриса и педагог. Дедушка по материнской линии — Народный артист Украинской ССР Владимир Аркушенко (1925—1977). В раннем детстве с родителями переехала в г. Томск, где и прошло её детство. В 2011 году окончила актёрский факультет ВГИК (мастерская В. П. Фокина).
С 2015 по 2022 год — актриса Московского театра «Современник». Среди заметных и главных ролей в театре: роль Ларисы в спектакле «Уроки сердца» по произведениям И.Васьковской, роль Марии Петровны Небылицы в спектакле «Скажите, люди, куда идёт этот поезд…» по произведению Анны Батуриной, роль Кати Широковой в спектакле «Крутой маршрут» по произведению Евгении Гинзбург.
В связи с военным вторжением России на Украину, в октябре 2022 года уволилась из театра «Современник» и эмигрировала в Израиль .
С 2022 года сотрудничает с израильским театром «Гешер».

## Семья
Отец — Юрий Пахомов (род. 28 апреля 1959), театральный режиссёр, член Гильдии театральных режиссёров России. Заслуженный деятель искусств РФ. Главный режиссёр: Томский театр юного зрителя (1994—1998), Томский драматический театр (2001—2011), Ивановский драматический театр (2011—2012), Театр «Северная сцена» - г. Новый Уренгой (2013—2020), Брянский областной театр юного зрителя (с 2020 по н.в.) .
Мать — Татьяна Аркушенко (род. 14 января 1954), театральная актриса, театральный педагог и режиссёр. Заслуженная артистка Украины .
Дед — Владимир Аркушенко (1925—1977), актёр театра и кино. Народный артист Украинской ССР. Работал в Национальном академическом украинском драматическом театре им. Марии Заньковецкой в г. Львов (1950—1977).
Бабушка — Любовь Каганова (1927—2011), театральная актриса и педагог. Заслуженная артистка Украины. Работала в Национальном академическом украинском драматическом театре им. Марии Заньковецкой (1950—2011).

## Творчество

### Театральные роли
Театр «Современник»
- 2015 — «Три товарища» Эриха Марии Ремарка; реж. Галина Волчек — Марго
- 2015 — «Три сестры» А. П. Чехова; реж. Галина Волчек — Ирина
- 2015 — «Крутой маршрут» Е. Гинзбург; реж. Галина Волчек — Катя Широкова
- 2016 — «Скажите, люди, куда идёт этот поезд…» А. Батуриной; реж. Марина Брусникина  — Мария Петровна Небылица, Александра, Зойка, Девушка на каблуках, Тётка в саже, Светик
- 2016 — «С наступающим…» Р. Овчинникова; реж. Родион Овчинников — Светлана
- 2016 — «Дама» Тадеуша Ружевича; реж. Анджей Бубень — Вторая девушка — Лахезис
- 2017 — «Уроки сердца» И.Васьковской; реж. Марина Брусникина  — Лариса
- 2019 — «Дюма» И. Охлобыстина; реж. Михаил Ефремов  — Елизавета Николаевна, Констанция
- 2019 — «Свидетельские показания» Д. Данилова; реж. Андрей Маник — Собеседница на книжной ярмарке, неравнодушная сотрудница офиса
- 2019 — «Нэнси» И. Вырыпаева, А. Самсонова; реж. Иван Вырыпаев — Нэнси
- 2020 — «Что вы делали вчера вечером ?» Д. Данилова; реж. Андрей Маник — Прохожая
- 2020 — «Девочка Надя, чего тебе надо ?» Г. Шпаликова; реж. Иван Комаров — Лиза
- 2021 — «Птица Феликс» М. Чевеги, А. Маноцкова; реж. Олег Глушков — Сююмбике
- 2022 — «Интуиция» А. Цыпкина; реж. Данил Чащин — Светлана Рябинкина
- 2022 — «Рассказ о семи» Л. Андреева; реж. Иван Комаров — Муся [4].

Театр «Театриум на Серпуховке»
- 2013 — «Двенадцать месяцев» С. Маршака; реж. Тереза Дурова — падчерица Лиза
- 2016 — «Аленький цветочек» C. Аксакова; реж. Тереза Дурова — Аленушка
- 2016 — «Спящая красавица» Шарля Перро; реж. Тереза Дурова — Принцесса

Театр «Гешер»
- 2022 — «Король холода» Х. К. Андерсена; реж. Михаил Рахлин — Герда [5]
- 2023 — «Третье Кабаре. Горящий куст»; реж. Даша Шамина [6]
- 2024 — «Не смотри назад» по мотивам пьесы Жана Ануя «Эвридика»; реж. Римас Туминас [7]
- 2024 — «Преступление и наказание» Ф. М. Достоевского; реж. Александр Молочников — Лизавета [8]
- 2025 — «Крум» Ханоха Левина; реж. Алексей Золотовицкий — Дупа [9].

Антреприза
- 2023 — «Как мы хоронили Иосифа Виссарионовича» Артура Соломонова; реж. Юваль Илин [10]

### Фильмография
- 2009 — Поп — эпизод
- 2011 — Московский декамерон — Кира
- 2011 — Последний Джинн — Катя
- 2011 — Говорит полиция — Маша (18 серия)
- 2011 — Опережая выстрел — Катя, журналистка
- 2012 — Счастливы вместе — Юля (318 серия «Ромео и Джульетта»)
- 2012 — Васильки — Инна
- 2012 — Военный госпиталь — Людмила
- 2012 — Бабье царство — Алла Никитина
- 2012 — Чемпионки — Милена Старостина
- 2012 — Без следа — Екатерина Корепанова (10 серия)
- 2013 — Конец эпохи (короткометражный) — Ирина Михайловна
- 2014 — Красивая жизнь — эпизод
- 2015 — Битва за Севастополь — Маша, медсестра
- 2017 — Клиника усыновления — Карина Денисенко
- 2018 — Обычная женщина — девушка с ножницами
- 2018 — Русалки — Инна
- 2019 — Возвращение (Украина, короткометражный) — Полина
- 2019 — Меня зовут Саша — Вера Другова
- 2020 — Ищейка - 4 — Эльмира Ощепкова
- 2021 — Берёзовая роща — Вера
- 2022 — Бездна — Вера
- 2022 — Берёзовая роща - 2 — Вера
- 2022 — Ева, рожай! — Наташа [11].

### Телевидение
- 2018 — скетч-шоу «Смешное время» — Марфа, Катя, телеведущая

### Дубляж и озвучивание (избранное)
- 2013 — Телекинез  — Кэрри (дублирует Хлою Морец)
- 2019 — Пинкфонг — Хоги (дублирует Кассандру Моррис)
- 2021 — Resident Evil Village (компьютерная игра) — Матерь Миранда
- 2022 — The Quarry (компьютерная игра) — Эбигейл Блиг
- 2022 — Достать ножи: Стеклянная луковица — Уиски (дублирует Мэдлин Клайн)
- 2023 — Братья Супер Марио в кино — принцесса Пич (дублирует Аню Тейлор-Джой)
- 2023 — Мег 2: Бездна — Джесс (дублирует Скайлер Сэмюэлс)
- 2023 — Аквамен и потерянное царство — Мера (дублирует Эмбер Хёрд)
- 2024 — Идеальная пара — Амелия Сакс (дублирует Ив Хьюсон)
- 2024 — Встретимся на следующее Рождество — Рокси (дублирует Тимику Тафари)
- 2024 — Помешательство — Люси (дублирует Тэмсин Топольски)
- 2024 — Чёрные голуби — Элеонор (дублирует Габриэль Криви)
- 2024 — Соник 3 в кино — Майлз «Тейлз» Прауэр (дублирует Коллин О’Шонесси)
- 2025 — Первозданная Америка — Эбиш Прэтт (дублирует Сауру Лайтфут-Леон)